# 百万米
兆米（Megametre，符號Mm，中国大陆称兆米，台湾称百萬公尺）是一個很罕用的長度單位，1 Mm等於100万米，即1000千米，大約相等於621.37英里。這個單位很少用的原因有二：
1. 其一是在這一大尺度上，通常都有更適合的單位存在，例如：公里或天文單位，又或可用科學記數法來表示；
2. 其二是兆米與毫米的符號的分別只是大寫"M"和小寫"m"，而不少人都會把兩者混淆。

以下是日常幾個可使用兆米的長度距離：
- 地球通過兩極的周界是 39.94 Mm。（根據公尺的原來定義，從1791年到1875年為止，地球的兩極周界被定義為40.00 Mm（準確），詳見公尺的定義。）
- 從荷蘭阿姆斯特丹到法國波爾多的距離大約有 1 Mm。
- 地球的赤道直徑約為 12.76 Mm。
- 地球至月球的平均距離為 384.4 Mm。
- 土星的赤道直徑有 143 Mm。